# ヱヴァンゲリヲン 〜真実の翼〜
『モバスロ ヱヴァンゲリヲン 〜真実の翼〜』（モバスロ ヱヴァンゲリヲン しんじつのつばさ、サブタイトル：『For your own wish』）は、ビスティが2011年に発表した5号機のパチスロ。保安通信協会（保通協）における型式名は「ヱヴァンゲリヲン真実の翼G」。同年3月下旬からホールでの稼動を開始した。
アニメ『新世紀エヴァンゲリオン』とのタイアップ機で、パチスロはとしては5機種目。機種名は『ヱヴァンゲリヲン新劇場版』に合わせ改名されている。

## 概要
筐体デザインは前機種の『新世紀エヴァンゲリオン 〜魂の軌跡〜』を踏襲したもの。カラーリングは2種類あり、零号機をイメージした「白」筐体と初号機をイメージした「黒」筐体が存在する。また「魂の軌跡」では下部パネルに搭載されていた綾波レイのフィギュアは右上に移動した。
ビッグボーナスは4種類。本機種はこれまで初代「新世紀エヴァンゲリオン」から続いていた「赤・青・黄」の「7」が「赤・紫・白」に変更されている。
- 「赤・白・紫それぞれ同色7揃い」のスーパービッグ（通称SBB、419枚を超える払い出しで終了・最大純増枚数402枚）
- 「レイ7・白7・白7」揃いのノーマルビッグ（通称NBB、284枚を超える払い出しで終了・最大純増枚数259枚）

レギュラーボーナスは「紫7・紫7・赤7」揃い。12G消化か4Gの小役成立で終了。純増枚数は約50枚だが、終了後はリプレイタイム「ビーストモード」（後述）に突入する。
前作同様に、次回ボーナス当選まで継続する無限RTもある。本機種は「暴走モード」「覚醒モード」に加え「ビーストモード」が加わった。「ビーストモード」は最大100G継続し、特殊リプレイ（スイカ／BER／チェリー・リプレイ・リプレイ）もしくはボーナス成立で終了。100Gに到達すると「覚醒モード」に昇格する。これに伴い、天井は「ビッグボーナス後1000G」「ビーストモード終了後800G」となり、両者とも到達後は「暴走モード」に突入する。また前作とは違い、通常モード時の特殊リプレイ当選は「覚醒モード」移行ではなくボーナスとの重複当選のみである。
ミッションモードは「魂の軌跡」同様のゲーム数限定方式だが、本機種では1ゲームごとにミッションが変化する。
本機種ではエヴァンゲリオンシリーズ初となる携帯電話サイトとの連動サービス「モバスロ」を導入している（「モバスロ」の運営は本機種の販売元であるフィールズの子会社・フューチャースコープが行なう）。携帯サイトで会員登録するとパチスロ機のサブ液晶（左側）にデフォルメされたキャラクターが動き回る会員専用画面が登場する他、遊戯結果に応じたカスタマイズサービスなどを受けることができる。サービス開始当初はQRコード読み取り機能搭載の携帯電話のみ対応していたが、6月25日よりiPhone及びAndroidのスマートフォンに対応している。

## 大当たり時の打ち方
SBB・NBBのスイカ成立時のうち「チャンスよ!」のボイスとともに「チェリー・白7・赤7」の表示が登場するが、この時これを上段に狙って右から逆に打つことで14枚役となり獲得枚数を増やすことができる（1度揃うとそのボーナスでは登場しない）。レギュラーを含め、それ以外は表示図柄（なしはベル成立のため、フリー打ちでOK）を狙えばよい。

## 大当たり時の楽曲
SBBの場合、通常時は『慟哭へのモノローグ』、前回ボーナスより50G以内、またはボーナス確定画面でカヲルが出現した場合は『集結の園へ』、RT（ビーストモード含む）中に成立した場合は『翼をください』。NBBの場合は通常時は『残酷な天使のテーゼ』、50G以内・RT時は『集結の運命』が流れる。『魂のルフラン』は使用されなくなった。
なお、レギュラーボーナスは2号機の「ビーストモード発動」シーンとなるため、音楽は使用されない。

## 通常ステージ解説
通常時のステージは合計5種類存在する。
司令室ステージ
基本のステージ。主な演出は前作同様のモニター予告や新たに登場したエレベータ予告、弁当予告など。本機種でのキャラ会話予告は、碇ゲンドウから各キャラに呼びかける。
ミサトカーステージ
新たに登場したステージ。カーナビ予告やスピードメーター予告、バックミラー予告などがある。なお登場する車は新劇場版のものとは少し異なる。
学校ステージ
本機種ではグラウンドで準備運動をするアスカが主役。アイス予告、ランニング予告、水飲み予告などがある。ここからのバトル演出は「水泳」「ホームラン（野球）」「サッカー」の3種。
- ドッキドキ!水泳対決2
  - 「まごころを、君に」以来2度目の登場となった水泳対決。前回と違い、レイ・アスカ・マリ（エヴァチーム）のいずれかがトウジ・ヒカリと水泳で勝負。エヴァチームが勝てばボーナス確定。スターターのミサトの水着の色やゴール前のカットイン出現でチャンスアップ。
- かっとばせ!ホームラン対決
  - 水泳と同じメンバーのいずれかが打者となり、トウジ・ケンスケのどちらかの投手と野球で対決。バットにボールが当たった時点でボーナス確定。打者のバットの色や構えた時のセリフ入りでチャンスアップ。
- ネットを揺らせ!サッカー対決
  - エヴァチーム（シンジ・レイ・アスカorマリ）がトウジ・ケンスケ・ヒカリの3人とサッカー勝負。エヴァチームがゴールすればボーナス確定。シンジとレイのツインシュートなら大当たり確定。

研究施設ステージ
『新劇場版:破』に登場した、研究施設での食事シーンをモチーフにした。魚予告や船予告などがある。ここからのバトル演出は「レーシング」「格闘」の2種。
すいか畑ステージ
加持が世話をしているすいか畑が舞台。他のステージに比べてチャンスアップとなる。缶コーヒー予告や野菜予告などがある。
シンジ、アスカ、マリ、レイチャンス
各キャラクターの搭乗しているエヴァの格納庫が舞台。他のステージに比べてチャンスアップとなる。主にキャラクター予告などがある。
カヲルチャンス
カヲルの搭乗している4号機の格納庫が舞台。ＳＢＢ確定のステージである。